# بخش لوش
بخش لوش (به فرانسوی: Arrondissement de Loches) یک بخش در فرانسه است که در اندر-ا-لوآر واقع شده‌است.